# Hitman 2
Hitman 2 je akční stealth videohra, kterou vytvořilo studio IO Interactive a vydala společnost Warner Bros. Interactive Entertainment pro Microsoft Windows, PlayStation 4 a Xbox One. Jedná se o sedmou iteraci série Hitman a jde o přímé pokračování předešlé hry Hitman z roku 2016. Titul vyšel 13. listopadu 2018 a setkal se s celkově pozitivním ohlasem jak u hráčů tak i kritiků.

## Hratelnost
Titul Hitman 2 se dělí na šest samostatných misí, jež pohromadě drží pouze příběh vyprávěný statickými obrazovkami. Jednotlivé úkoly se odehrávají na Novém Zélandu (Hawke’s Bay), na závodní dráze v Miami, ve fiktivní kolumbijské vesničce Santa Fortuna, v části indické Bombaje, ve vermontském předměstí a na skalnatém ostrově uprostřed severního Atlantiku. Veškeré lokace nabízejí obrovský prostor pro podnikání odvážných plánů více či méně nenápadné eliminace cílů. Téměř každý volně se povalující předmět lze využít jako smrtelnou zbraň či prostředek k odlákání pozornosti. K sérii neodmyslitelně patří převleky, které v Hitman 2 umožňují zabít označené osoby na základě předem určeného scénáře, přičemž ovšem není svoboda hráče nijak omezována.

## Příběh
Druhá šestice misí holohlavého Agenta 47 navazuje na příběh prvního dílu z roku 2016, který byl vyprávěn epizodicky, zatímco Hitman 2 vychází uceleně v jednom balíčku. Děj se věnuje započatému honu na Shadow Clienta, lídra militantní organizace rozpoutávající chaos po celém světě. V průběhu misí se odhaluje spletitá síť intrik, z níž vychází pronásledovaný Shadow Client, vlastním jménem jako Lucas Grey jako spolupracovník Agenta 47. Nakonec totiž vyplývá na povrch, že oba muži byli vychováni jako nájemní zabijáci v tajné rumunské klinice doktorem Ort-Meyerem. Zodpovědnost za šlechtění moderních asasínů nese po celém světě konspirující společnost Providence, jíž jde dvojice přátel po krku. Zničit se jim ji nepodaří, takže se otevírá prostor pro možný třetí díl.

## Vývoj
Na rozdíl od předchozích dílů, jež tvůrci z IO Interactive vydali pod křídly společnosti Square Enix, vyšel Hitman 2 ve spolupráci s vydavatelstvím Warner Bros. Interactive Entertainment. Po neshodách s japonským domem vykoupili dánští tvůrci práva na svou zabijáckou značku a rozhodli se tajně pracovat na pokračování. To bylo oznámeno 7. června 2018, aby po pěti měsících, 13. listopadu, přistálo na pultech obchodů ve verzi pro PC, PlayStation 4 a Xbox One.

## Ohlasy
Z recenzentského pohledu Hitman 2 uspěl. Na počítači a konzoli PS4 si odnesl průměrné hodnocení 82%, na Xbox One byl posouzen dokonce ještě o dvě procenta výše, tedy 84%. Kvalitnímu zážitku odpovídají také ohlasy renomovaných stránek. Kotaku označil titul IO Interactive jako „sandbox, jenž může být krvavý anebo rozsévající chaos podle toho, kdo tahá za nitky Agenta 47“
Polygon „oceňuje recept, který posiluje a odměňuje pokusy dělat věci jinak a mění tak rámec tradičního hraní“ a GameSpot pozitivně hodnotí „působivě ohromující a příjemně komplexní úrovně“
Na české novinářské scéně si Vortex pochvaluje „efektivnost v tom, jak nevídaným způsobem podporuje znovuhratelnost“, Games potvrzují, že „design lokalit vybízí k opakovanému hraní“ a Alza si pochvaluje „snahu tvůrců tlačit hráče do experimentování s prostředím, aby z něj vymáčkli maximum“